# Toyota Motors Soccer Club 1991-1992
Questa voce raccoglie le informazioni riguardanti il Toyota Motors Soccer Club nelle competizioni ufficiali della stagione 1991-1992.

## Stagione
Uscito nelle prime fasi delle coppe, il Toyota Motors non riuscì a ripetere i risultati della stagione precedente concludendo il campionato all'ultimo posto. Al termine della stagione la società decise di acquisire lo status di club professionistico accettando l'iscrizione nella J. League e rinominandosi in Nagoya Grampus Eight.

## Maglie e sponsor
Le maglie, prodotte dall'Adidas, recano sulla parte anteriore l'iscrizione Toyota.
| Manica sinistra · Maglietta · Manica destra · Pantaloncini · Calzettoni | Manica sinistra · Maglietta · Manica destra · Pantaloncini · Calzettoni |  |

## Organigramma societario
Area tecnica
- Allenatore: Kenji Soga
- Vice allenatore: Norio Tsukitate
- Preparatore dei portieri: Dido Havenaar

## Rosa
| N. |                     | Ruolo | Calciatore        |
| -- | ------------------- | ----- | ----------------- |
| 1  | Giappone (bandiera) | P     | Akiyoshi Ohashi   |
| 2  | Giappone (bandiera) | C     | Tetsuya Asano     |
| 3  | Giappone (bandiera) | C     | Michihiro Tsuruta |
| 4  | Giappone (bandiera) | D     | Tatsuo Sato       |
| 6  | Giappone (bandiera) | C     | Hisataka Fujikawa |
| 7  | Brasile (bandiera)  | A     | Batista           |
| 8  | Giappone (bandiera) | A     | Shigeo Sawairi    |
| 9  | Brasile (bandiera)  | C     | Jorginho          |
| 10 | Giappone (bandiera) | A     | Masaki Hirasawa   |
| 11 | Brasile (bandiera)  | A     | Paulinho Criciúma |
| 16 | Giappone (bandiera) | C     | Yutaka Azuma      |
| 17 | Giappone (bandiera) | C     | Yūji Sugano       |

| N. |                     | Ruolo | Calciatore          |
| -- | ------------------- | ----- | ------------------- |
| 18 | Giappone (bandiera) | A     | Shinji Ogura        |
| 20 | Giappone (bandiera) | D     | Seiichi Ogawa       |
| 21 | Giappone (bandiera) | P     | Kazuyoshi Hamaguchi |
| 22 | Giappone (bandiera) | C     | Shigemitsu Egawa    |
| 23 | Giappone (bandiera) | C     | Nariyasu Yasuhara   |
| 24 | Giappone (bandiera) | C     | Makoto Yonekura     |
| 28 | Giappone (bandiera) | D     | Koji Gyotoku        |
| 31 | Giappone (bandiera) | P     | Tomoaki Sano        |
|    | Giappone (bandiera) | P     | Shuichi Uemura      |
|    | Giappone (bandiera) | D     | Kiyoshi Nakamura    |
|    | Giappone (bandiera) | C     | Takamitsu Ōta       |
|    | Giappone (bandiera) | A     | Akiyoshi Yoshida    |

## Statistiche

### Statistiche di squadra
| Competizione          | Punti | Totale | Totale | Totale | Totale | Totale | Totale | DR |
| Competizione          | Punti | G      | V      | N      | P      | Gf     | Gs     | DR |
| --------------------- | ----- | ------ | ------ | ------ | ------ | ------ | ------ | -- |
| JSL Division 1        | 20    | 22     | 4      | 8      | 10     | 24     | 30     | -6 |
| JSL Cup               | -     | 2      | 1      | 1      | 0      | 6      | 3      | +3 |
| Coppa dell'Imperatore | -     | 2      | 1      | 0      | 1      | 4      | 2      | +2 |
| Totale                | -     | 26     | 6      | 9      | 12     | 34     | 35     | -1 |